# La Guerre d'un seul homme
Pour plus de détails, voir Fiche technique et Distribution.
La Guerre d'un seul homme est un film français réalisé par Edgardo Cozarinsky et sorti en 1982.

## Synopsis
Témoignage sur la France pendant l'Occupation au cours de la Seconde Guerre mondiale, à partir des « journaux parisiens » de l'écrivain allemand Ernst Jünger et d'images d'archives.

## Fiche technique
- Titre : Citizen Langlois
- Réalisation : Edgardo Cozarinsky
- Scénario : Edgardo Cozarinsky
- Montage : Christine Aya
- Musique : Hans Pfitzner, Richard Strauss, Franz Schreker, Arnold Schönberg
- Production : Marion's Films - Coproduction : INA et ZDF- Zweites Deutsches Fernsehen
- Pays de production  :  France
- Genre : Documentaire
- Durée : 105 minutes
- Date de sortie : France - 17 novembre 1982[1]

## Distribution
- Niels Arestrup : voix

## Sélections
- Berlinale 1982 (« Forum »)[2]
- Festival international du film de Rotterdam 1982[3]